# Valea Iașului, Argeș
Valea Iașului este satul de reședință al comunei cu același nume din județul Argeș, Muntenia, România.

## Personalități
- Anghel Andreescu, ofițer superior